# Paul Kelly (musicista)
Paul Maurice Kelly (Adelaide, 13 gennaio 1955) è un cantautore e chitarrista australiano.

## Discografia

### Album in studio
- 1981 – Talk
- 1982 – Manila
- 1985 – Post
- 1986 – Gossip
- 1987 – Under the Sun
- 1989 – So Much Water So Close to Home
- 1991 – Comedy
- 1992 – Hidden Things
- 1994 – Wanted Man
- 1995 – Deeper Water
- 1998 – Words and Music
- 1999 – Smoke
- 1999 – Professor Ratbaggy
- 2001 – ...Nothing but a Dream
- 2004 – Ways & Means
- 2005 – Foggy Highway
- 2006 – Stardust Five
- 2007 – Stolen Apples
- 2012 – Spring and Fall
- 2014 – The Merri Soul Sessions
- 2016 – Seven Sonnets and a Song
- 2016 – Death's Dateless Night (con Charlie Owen)
- 2017 – Life Is Fine
- 2018 – Nature
- 2019 – Thirteen Ways to Look at Birds (con James Ledger featuring Alice Keath & Seraphim Trio)

### Album dal vivo
- 1992 –  Live, May 1992
- 1996 –  Live at the Continental and the Esplanade
- 2010 –  The A – Z Recordings
- 2013 –  Goin' Your Way (Neil Finn & Paul Kelly)
- 2019 –  Live at the Sydney Opera House

### Raccolte
- 1997 –  Songs from the South
- 2008 –  Songs from the South Volume 2
- 2019 –  Songs from the South: 1985–2019